# Glymes (Adelsgeschlecht)

Wappen derer van Glymes

Das Haus Glymes (teilweise auch Glimes) ist eine Familie des niederländisch-belgischen Adels. Der Stammvater Johann Cordeken, der 1312 das namengebende Glymes in Brabant (heute als Glimes ein Ortsteil von Incourt) erhielt, war ein unehelicher Sohn des Herzogs Johann II. von Brabant und somit ein Bastard der Reginare (siehe auch: Stammliste der Reginare).
Das Haus Glymes spaltete sich bald in vier Linien auf:
1. Die älteste Linie ist die der Marquis de Bergen op Zoom, die 1567 ausstarb
2. Die mittlere Linie ist die der Comtes de Grimberghe und Princes de Berghes, die 1744 erlosch.
3. Die jüngste Linie ist die der Herren von Limelette und La Falize, die in der letzten Generation den Titel eines Comte de Glymes erhielt und 1769 ausstarb.
4. Die (eventuell) noch existierende Linie heißt de Glymes de Hollebecque.

Die deutsche Familie Gundling wird auf das Geschlecht Glymes zurückgeführt.

## Stammliste (Auszug)

### Die Glymes in Brabant

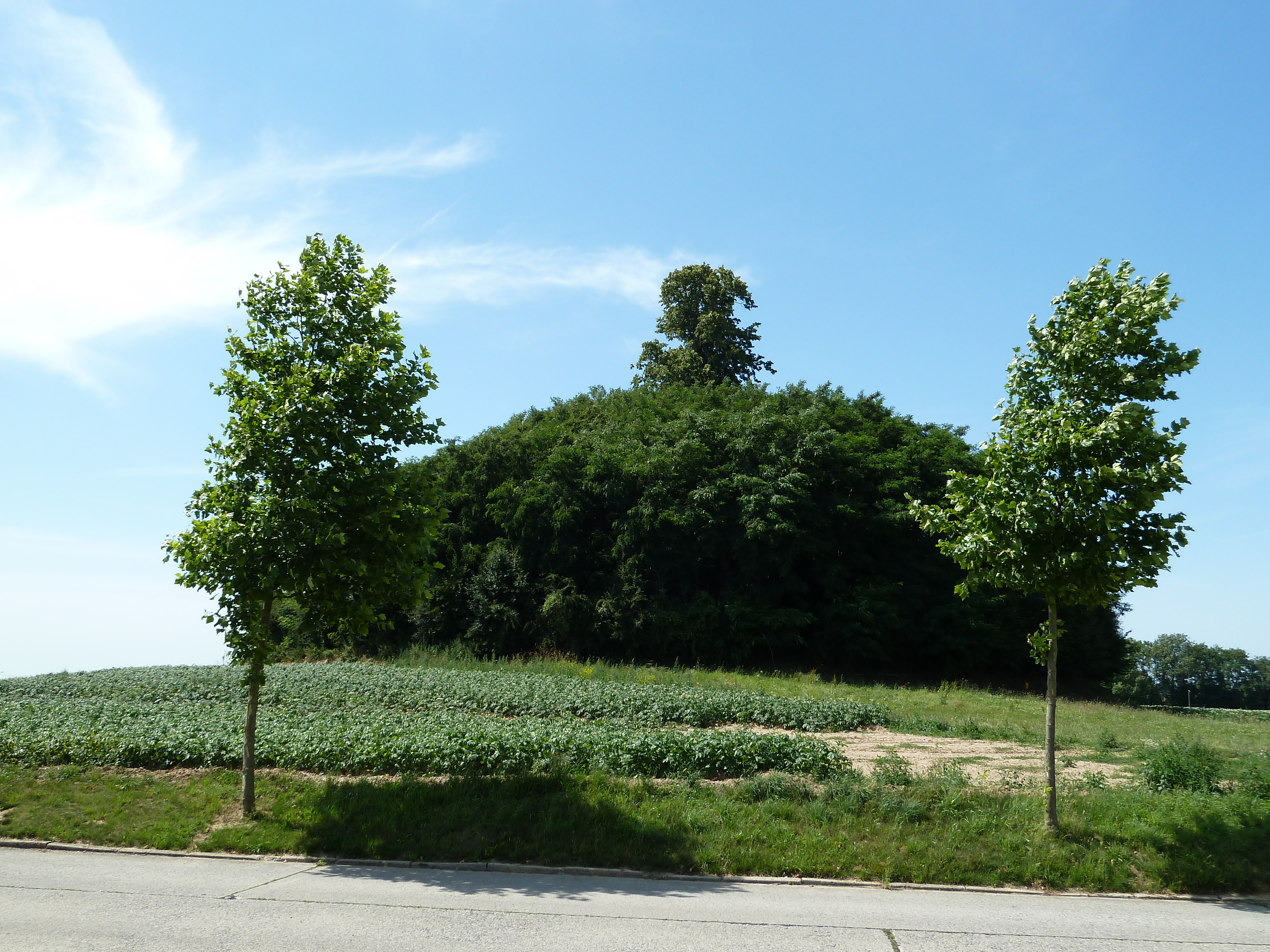
Burghügel von Glymes, Brabant

1. Johann Cordeken, unehelicher Sohn von Herzog Johann II. von Brabant, erhält um 1312 Glymes in Brabant (Reginare)
  1. Jacques de Glymes, 1341 bezeugt
    1. Jean, 1367/76 bezeugt, † 1379
      1. Jean, 1379 Seigneur de Glymes et de Tourinnes
        1. Jean I., † 1427, Drost von Brabant; ⚭ Johanna von Boutershem, genannt von Berghes, Erbin von Bergen op Zoom, Grimberghe, Bracht, Melin, Evere etc., † 1430, Tochter von Heinrich zu Bergen op Zoom und Johanna von der Aa, Erbin von Grimberghe
          1. Johann II., † 1494, Herr zu Glymes, Bergen op Zoom, Mellet, Braine-l’Alleud und Walhain – Nachkommen siehe unten
          2. Elisabeth, † um 1458; ⚭ Adrian II. Herr zu Kruiningen, † um 1490 (Haus Kruiningen)
          3. Heinrich, † 1442, zu Mellet, Opvelpe und Bracht
          4. Anton, † 1469/70, zu Mellet und Walhain
          5. Philipp, † 1464, Herr zu Grimbergen; ⚭ Jeanne de Hamal, Tochter von Arnold zu Elderen (Haus Hamal) – Nachkommen siehe unten

        2. Baudouin, 1433/52 bezeugt, Seigneur de Bierbais, de Chaumont, de Denée et de Beaurieu
          1. Baudouin, † um 1487, Seigneur de Tourinnes et de Bonlez; ⚭ Anne de la Haye, † 1519, Erbin von Limelette, Erbtochter von Alexandre und Anne de Limelette – Nachkommen: die Herren von Tourinnes und Limelette, † 1769
          2. Isabelle, † 1495, zu Beaurieu, Soye und Schore; ⚭ Jakob Graf zu Salm, † 1475

### Die Marquis de Bergen op Zoom

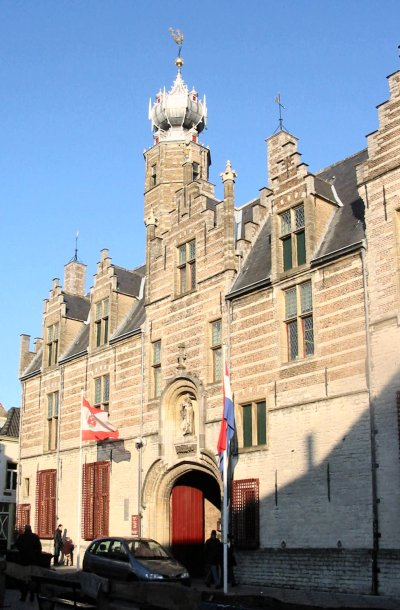
Hof der Marquis de Bergen op Zoom in Bergen op Zoom

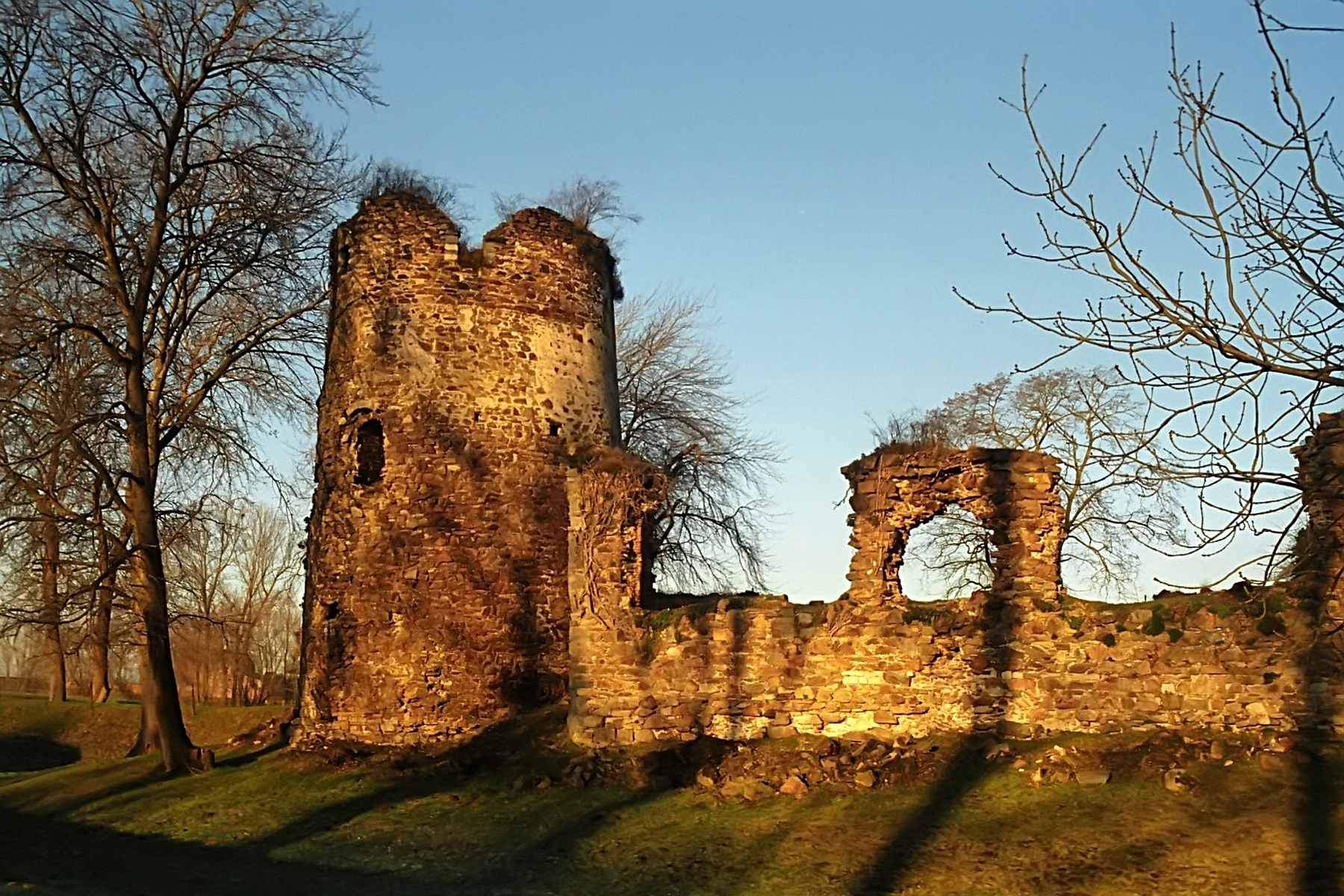
Ruine des Schlosses Walhain

1. Johann II., † 1494, Herr zu Glymes, Bergen op Zoom, Mellet, Braine-l’Alleud und Walhain – Vorfahren siehe oben
  1. Philipp † 1475
  2. Heinrich, † 1502, 1479 Koadjutor und 1480 Bischof von Cambrai, 1493 Kanzler des Ordens vom Goldenen Vlies
  3. Johann III., † 1531, 1494 in Bergen op Zoom etc., kaiserlicher Kämmerer, Ritter des Ordens vom Goldenen Vlies, Gouverneur, Generalkapitän und Bailli der Grafschaft Namur
    1. Johann, † 1514, Seigneur de Walhain; ⚭ Anna von Burgund, † 1511/12, Tochter von Adolf von Burgund zu Beveren (Haus Burgund)
    2. Anna, † 1541; ⚭ Adolf von Burgund zu Beveren, † 1540 (Haus Burgund)
    3. Adriana, † 1524; ⚭ Philipp, Graf von Nassau in Wiesbaden, † 1558
    4. Philipp, † 1525, Seigneur de Walhain
    5. Anton de Berghes, 1532 in Bergen op Zoom, 1532 niederländischer Comte de Walhain, 1533 spanisch-niederländischer Marquis de Bergen op Zoom, Gouverneur, Generalkapitän und souveräner Bailli der Grafschaft Namur, Ritter des Ordens vom Goldenen Vlies, kaiserlicher Rat und Kämmerer; ⚭ Jacqueline de Croy, † um 1550, Tochter von Henri de Croy, Graf von Porcéan (Haus Croy)
      1. Anna, † 1563; ⚭ Robert Graf von der Marck und von Arenberg, † 1544 (Haus Arenberg)
      2. Johann IV., 1541 Marquis de Bergen op Zoom, Gouverneur, Generalkapitän und Grand-Bailli der Grafschaft Hennegau, Gouverneur von Valenciennes und Cambrai, spanischer Rat und Kämmerer, Ritter des Ordens vom Goldenen Vlies
      3. Robert, † 1565, Comte de Walhain, 1549 Koadjutor und 1557–1564 Bischof von Lüttich
      4. Ludwig, † 1562, zu Merksem, Schoten etc.
      5. Mencia, † 1561, zu Walhain und Braine-l’Alleud; ⚭ Johann Freiherr von Merode in Petershem, † 1601

  4. Anton, † 1531, 1493 Abt von Saint-Bertin
  5. Michiel, † 1482, Herr der Hohen Herrlichkeit Polsbroek
  6. Cornelis, † 1509, Herr zu Grevenbroeck und Polsbroek etc., Ritter des Ordens vom Goldenen Vlies
    1. Maximilian, † 1545, zu Zevenbergen, Polsbroek etc., Ritter des Ordens vom Goldenen Vlies
    2. Leonhard, † 1523, kaiserlicher Rat und Kämmerer
    3. Cornelis, † nach 1552, 1530 Koadjutor und 1538–1544 Bischof von Lüttich
    4. Margareta, † nach 1551; ⚭ Floris von Egmond, Graf von Büren, † 1539
    5. Maria, † nach 1566, Herrin von Polsbroek; ⚭ Ludwig von Ligne, Baron de Barbençon

### Die Comtes de Grimberghe und Princes de Berghes

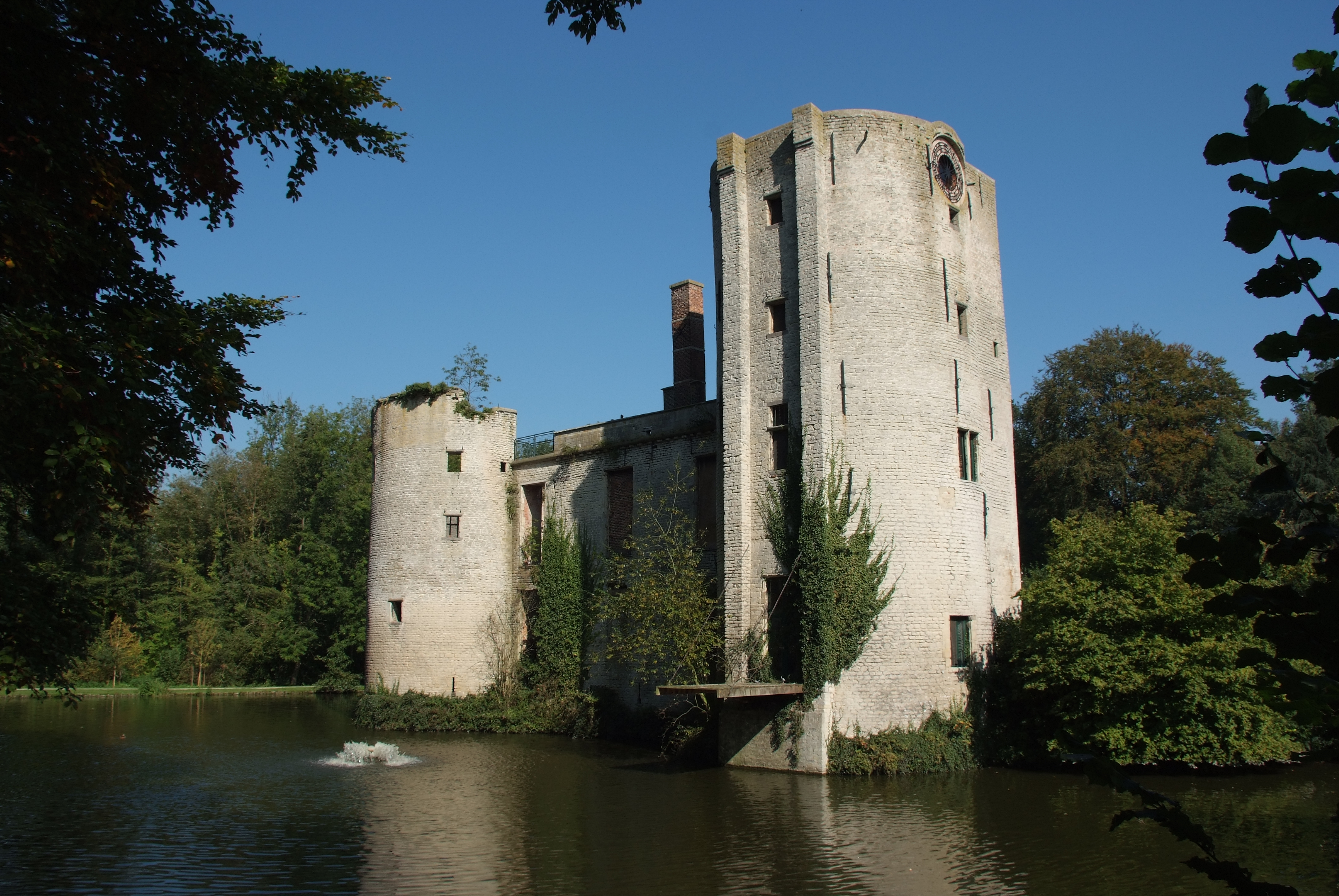
Das Prinzenkastell in Grimbergen (1944 zerstört)

1. Philipp, † 1464, Herr zu Grimbergen; ⚭ Jeanne de Hamal, Tochter von Arnold zu Elderen (Haus Hamal) – Vorfahren siehe oben
  1. Philippe, X 1474, 1464 burgundischer Baron de Grimberghe
  2. Jacques, † vor 1486, Baron de Grimberghe
    1. Robert, 1486 Baron de Grimberghe
    2. Georg, † 1541, Baron de Grimberghe
      1. Friedrich de Glymes genannt de Berghes, † 1605, 1542 Baron de Grimberghe
        1. Jakob, † nach 1627, 1606 Baron de Grimberghe
        2. Wilhelm, † 1609, 1597 Bischof von Antwerpen, 1601 Erzbischof von Cambrai
        3. Gerhard, † 1617; ⚭ Anne de Hamal, Tochter von Philippe de Hamal, Baron de Monceaux (Haus Hamal)
          1. Gottfried, † 1635, 1625 spanisch-niederländischer Comte de Grimberghe; ⚭ Honorine von Horn, † 1666, Tochter von Gerhard von Horn, Comte de Baucignies (Haus Horn)
            1. Honorine, † 1679; ⚭ I Albert Maximilien de Hénin, Comte de Boussu, X 1640 (Haus Hénin); ⚭ II Henri II. de Lorraine, duc de Guise, † 1664 (Haus Guise)
            2. Eugen de Berghes, † 1670, 1635 Comte de Grimberghe
              1. Philipp Franz, † 1704, 1686 spanisch-niederländischer Prince de Berghes, Comte de Grimberghe, Gouverneur und Generalkapitän des Hennegau, Gouverneur von Brüssel, Ritter des Ordens vom Goldenen Vlies
                1. Marie Franziska Josephine, † 1724, 1706 Äbtissin von Nivelles
                2. Alphons Franz Dominikus, 1704 2. Prince de Berghes etc., Grande von Spanien 1. Klasse, Ritter des Ordens vom Goldenen Vlies; ⚭ Anna Henriette Charlotte de Rohan-Chabot, † 1751, Tochter von Louis de Rohan-Chabot, Herzog von Rohan
                3. Honorine Charlotte, † 1744, 1720 in Grimberghe; ⚭ Louis Joseph Comte d’Albert, 1729 Prince de Berghes, † 1758 (Haus Albert)

              2. Maria Anna Antoinette, † 1714; ⚭ Ferdinand Gaston Lamoral, Herzog von Croy, X 1720 (Haus Croy)
              3. Maria Franziska, † 1724, 1706 Äbtissin von Nivelles
              4. Alphons Joseph, † 1654, spanischer Gouverneur von Mechelen
              5. Georg Ludwig, † 1743, 1724 Fürstbischof von Lüttich

            3. Ignaz, † 1690, spanischer General
            4. Alphonse Ghislain Norbert, † 1689, 1667 Bischof von Tournai, 1671 Erzbischof von Mecheln

  3. Jossine; ⚭ Pierre de Lannoy, † 1510, Ritter des Ordens vom Goldenen Vlies

## Weitere Mitglieder des Geschlechts
- Maximilian de Berghes (um 1512–1570), Fürsterzbischof von Cambrai

## Weblink
- Das Haus Glymes bei genealogy.euweb